# Lutherschule Helmstedt
Die Lutherschule war eine Hauptschule mit Ganztagsschulzweig in der niedersächsischen Kreisstadt Helmstedt, die am 22. Juni 2016, wegen mangelnder Schülerzahlen, dauerhaft geschlossen wurde (Beschluss 2013).

## Geschichte
Bereits 1883 wurde am Batteriewall das Gebäude für die Knabenschule fertiggestellt und eingeweiht, aber erst 100 Jahre später erhielt sie offiziell 1933 ihren Namen „Lutherschule“. Wegen rückläufiger Schülerzahlen wurde sie 2004 mit der Conringschule, ebenfalls eine Hauptschule, zusammengelegt, ehe sie 2016 geschlossen wurde (Beschluss 2013).
Der Schulgarten der Lutherschule wird von der ehemaligen Stadtmauer flankiert.
Heute ist das ehemalige Schulgebäude Sitz des Jugendamtes des Landkreises Helmstedt und steht unter Denkmalschutz.